# Coccycua
Coccycua es un género de aves cuculiformes de la familia Cuculidae propias de Centro y Sudamérica.

## Especies
El género Coccycua contiene tres especies:
- Coccycua minuta - cuco ardilla menor;
- Coccycua pumila - cuclillo enano;
- Coccycua cinerea - cuclillo ceniciento.